# Kiến Giang

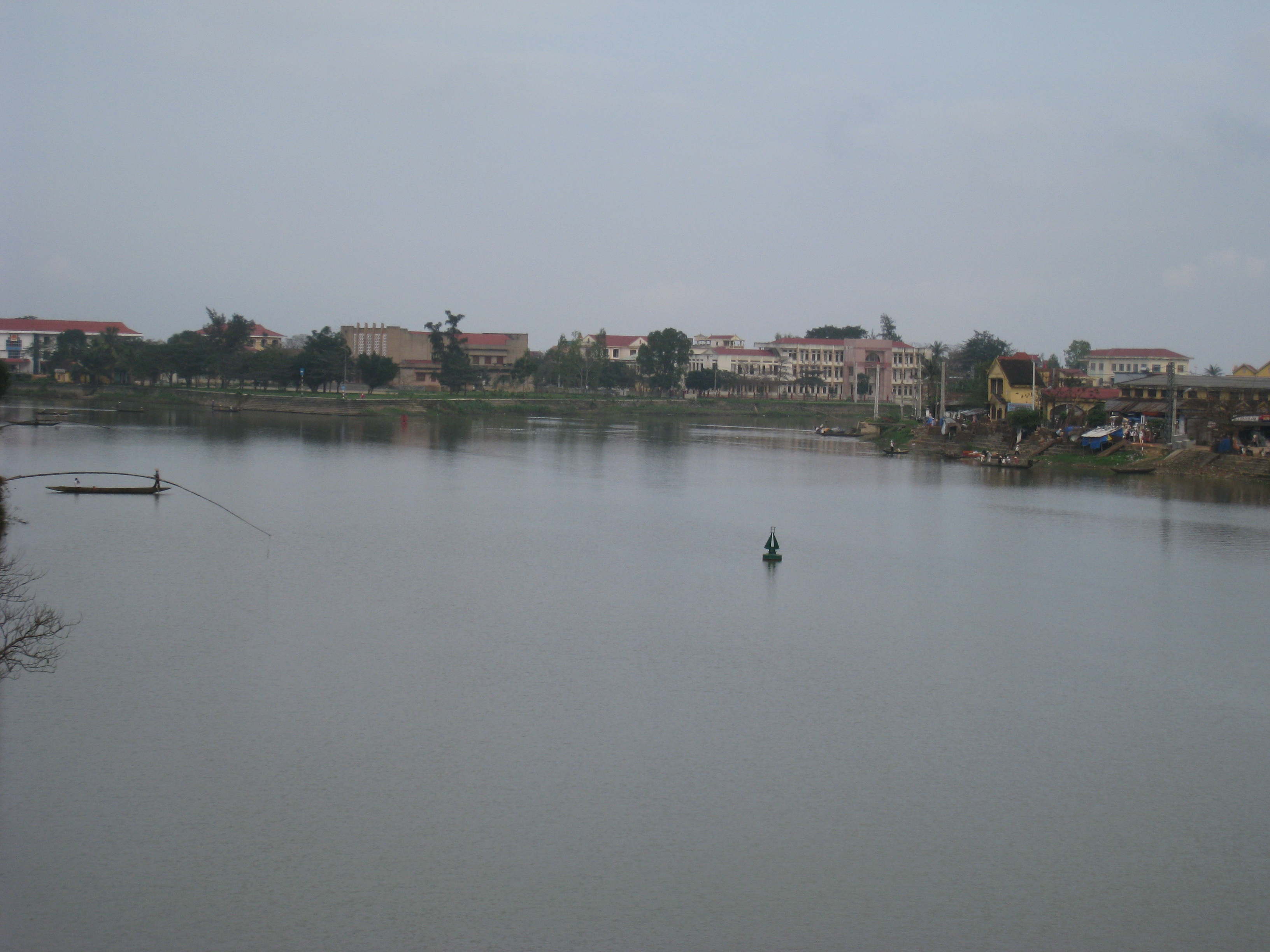
Kiến Giang e rio Kiến Giang

Kiến Giang é um município do província Quảng Bình, Costa do Centro-Norte  do Vietnã.
A população estimada em 2007 era de 6.246, distribuídos por uma área 4,4 km², o que resulta numa densidade demográfica de 1419,5 hab/km².
Localiza-se às margens do rio Kiến Giang. Fica distante da capital Dong Hoi 40 km, e de Da Nang 220 km.